# کازویا ایواکورا
کازویا ایواکورا (انگلیسی: Kazuya Iwakura؛ زادهٔ ۲۶ آوریل ۱۹۸۵) بازیکن فوتبال اهل ژاپن است.
از باشگاه‌هایی که در آن بازی کرده‌است می‌توان به باشگاه فوتبال توکیو وردی اشاره کرد.